# Lenox School of Jazz
Die Lenox School of Jazz war ein Ausbildungsprogramm für Jazzmusiker, das in den Sommermonaten von 1957 bis 1960 in Lenox, Massachusetts abgehalten wurde.

## Geschichte des Jazz-Programms
Das in den Jahren 1957 bis 1960 veranstaltete und jeweils dreiwöchige Programm The Lenox School of Jazz hatte große Bedeutung für die Ausbildung später bedeutender Jazzmusiker. In dem kleinen Ort versammelten sich neben Studenten aus den Vereinigten Staaten auch solche aus Indien, Rhodesien, Österreich, den Niederlanden, Schweden und der Türkei; im letzten Durchgang besuchten ihn 45 Studenten. Geschaffen wurde das Programm von Marshall Stearns, der Professor für englische Literatur am New Yorker Hunter College, Jazzgeschichtsforscher und später der Gründer des Institute of Jazz Studies an der Rutgers University war. 

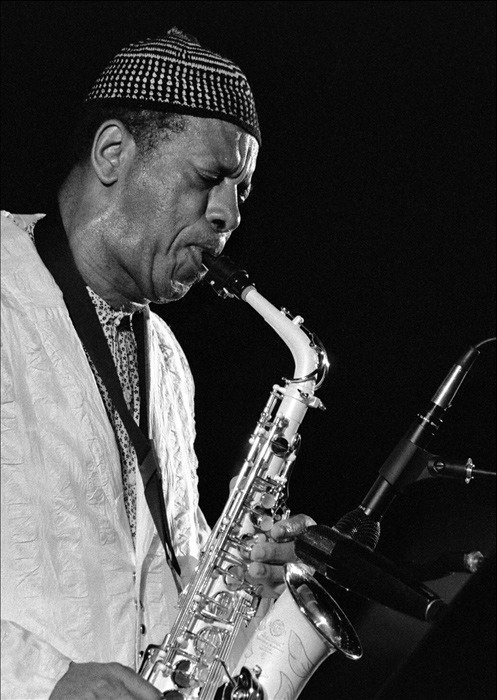
Ornette Coleman, Den Haag, 1994

Zu den Dozenten gehörten neben zahlreichen Jazzmusikern wie Kenny Dorham (1958/59) oder Dizzy Gillespie (1958) auch der Ragtime-Pianist Eubie Blake, der Komponist Leonard Bernstein, der Julliard-Dozent John Mehegan, der Musikwissenschaftler Willis James vom Spelman College, der Komponist Marc Blitzstein und der Anthropologe Richard Waterman von der Northwestern University.
Ein wichtiger Aspekt der Lenox Lehrmethode war die praktische Unterweisung der Studenten, die neben den Kursen in Komposition, Musikgeschichte und Ensemblespiel dazu angehalten waren, zwei private Instrumentalstunden pro Woche zu nehmen, um so zu vermeiden, dass sie sich zu sehr am Stil ihres jeweiligen Ausbilders orientierten. Neben den Musikern als Ausbildern wie David Baker, Bill Evans, Jim Hall, Ralph Peña und Herb Pomeroy waren 1958 auch Komponisten anwesend, die die Kompositionsklassen unterrichteten. Dies waren neben Margo Guryan und Arif Mardin die Jazzmusiker Bill Russo, Jimmy Giuffre, George Russell und Gunther Schuller. Bevorzugte Methode war Bill Russos „Anleitung zur Immersion“, die von vielen Studenten als der Höhepunkt ihres Aufenthaltes bezeichnet wurde.
1959/60 hielt Gunther Schuller zudem Kurse in Jazzgeschichte (The Analytical History of Jazz). Daneben wurde die Beziehung des Jazz zur klassischen Musik, von Neuer Musik und Jazz (Gunther Schuller), zu den Grenzbereichen des Jazz (Bill Russo mit Lennie Tristano), den Problemen bei der Aufnahme von Jazz (mit Nesuhi Ertegün als Gast); Fragen des Musikmanagements (mit den Agenten Monte Kay, Pete Kameron und Rudy Viola); zu afrikanischer Musik (mit Fela Sowande) sowie den rudimentären Anfängen des Jazz (Willis James) behandelt; ferner gab es Diskussionsrunden zu den Themen Jazzkritik und Probleme der Organisation von Jazzfestivals. 

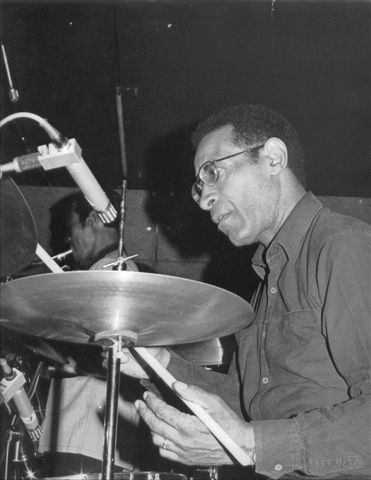
Max Roach, 1979

Ein weiterer Hauptpunkt der Lenox-Programme waren die Konzerte, die jeden Donnerstag- und Samstagabend veranstaltet wurden; hier traten neben den Teilnehmern auch Gäste wie Wilbur DeParis and his New Orleans Jazz Band, Mahalia Jackson, Chris Connor und das Boston Percussion Ensemble auf sowie die Formationen der Anleiter, wie das Oscar Peterson Trio, Dizzy Gillespie, Max Roach, das J. J. Johnson Quintett mit Freddie Hubbard und die Mitglieder des Modern Jazz Quartet, Milt Jackson, John Lewis, Percy Heath und Connie Kay. Bereits das letzte Programm im Sommer 1960 drohte im letzten Moment an fehlenden Sponsorengeldern zu scheitern; eine Zuwendung des Restaurantbesitzers Michael Bakwin in Höhe von 5000 $ ermöglichte schließlich auch die Aufführung von Schullers Third Stream- Projekt, das von Atlantic Records mitgeschnitten und unter dem Namen John Lewis Presents Jazz Abstractions erschien.
Zu den Studenten, die The Lenox School of Jazz besuchten, gehörten Vera Auer, John Bergamo, Ran Blake, Nico Bunink, Don Cherry, Ornette Coleman, Michael Gibbs, Margo Guryan, Steve Kuhn, Arif Mardin, Gary McFarland, Larry Ridley, Perry Robinson, Ian Underwood und Attila Zoller. Carla Bley wurde hingegen nicht zum Kursus zugelassen; ihre Komposition „Dance Class“ wurde aber 1960 dort aufgeführt.

## Zitate von Teilnehmern
„Die Gelegenheit, die School of Jazz zu bilden, war ein unglaubliches Gottesgeschenk.“

„Die School of Jazz gab dem Jazz ein Gewicht an Anerkennung, das zu dieser Zeit unbekannt war.“

„Die Lenox School of Jazz war eine unglaubliche, einzigartige Pioniertat. Sie war ihrer Zeit zwanzig Jahre voraus.“

.

## Diskographische Hinweise
- The Lenox Jazz School Concert – August 29, 1959 mit Ornette Coleman, Don Cherry, Kenny Dorham, Jimmy Giuffre, Ian Underwood, Gunther Schuller, Gary McFarland, Attila Zoller, Steve Kuhn, Ran Blake, Larry Ridley, Barry Greenspan (Fresh Sound Records)